# Mistrzostwa Ibero-Amerykańskie w Lekkoatletyce 2012
15. Mistrzostwa Ibero-Amerykańskie w Lekkoatletyce – zawody lekkoatletyczne rozegrane od 8 do 10 czerwca 2012 w Barquisimeto (Wenezuela).
Początkowo planowano, że mistrzostwa odbędą się w Caracas – w kwietniu 2011 zdecydowano o przeniesieniu imprezy do Maracay. Ostatecznie – w związku z kłopotami finansowymi i infrastrukturalnymi – organizację zawodów powierzono miastu Barquisimeto, które w 2003 gościło mistrzostwa Ameryki Południowej.

## Rezultaty
| NR – rekord kraju \| AR – rekord kontynentu |
| PB – rekord życiowy                         |

### Mężczyźni
| Konkurencja:                  | Złoto                                                                            | Wynik       | Srebro                                                                              | Wynik      | Brąz                                                                         | Wynik         |
| Bieg na 100 m                 | Alex Quiñónez                                                                    | 10,33 PB    | Sandro Viana                                                                        | 10,42      | Carlos Rodriguez                                                             | 10,60         |
| Bieg na 200 m                 | Alex Quiñónez                                                                    | 20,34 NR PB | Aldemir da Silva Junior                                                             | 20,57      | Sandro Viana                                                                 | 20,69         |
| Bieg na 400 m                 | Anderson Henriques                                                               | 45,59 PB    | William Collazo                                                                     | 45,80 SB   | Arturo Ramirez                                                               | 45,84 PB      |
| Bieg na 800 m                 | Andy González                                                                    | 1:46,91     | Fabiano Peçanha                                                                     | 1:47,16    | Tayron Reyes                                                                 | 1:48,03 NR PB |
| Bieg na 1500 m                | Leandro Oliveira                                                                 | 3:47,76     | Alberto Imedio                                                                      | 3:48,46    | Carlos Díaz                                                                  | 3:48,50       |
| Bieg na 3000 m                | Vítor Aravena                                                                    | 8:04,45     | Leslie Encina                                                                       | 8:04,98 PB | Flavio Siholhe                                                               | 8:05,64 NR PB |
| Bieg na 5000 m                | Marvin Blanco                                                                    | 14:19,89 PB | Javier Carriqueo                                                                    | 14:22,12   | Aldo Vega                                                                    | 14:23,36      |
| Bieg na 3000 m z przeszkodami | Jose Peña                                                                        | 8:37,67     | Marvin Blanco                                                                       | 8:45,34    | Gladson Barbosa                                                              | 8:50,84       |
| Bieg na 110 m przez płotki    | Ignacio Morales                                                                  | 13,54 SB    | Héctor Cotto                                                                        | 13,69 SB   | Francisco Javier López                                                       | 13,77 SB      |
| Bieg na 400 m przez płotki    | Eric Alejandro                                                                   | 49,36 PB    | Amauri Valle                                                                        | 49,69      | Hederson Estefani                                                            | 49,71 PB      |
| Sztafeta 4 × 100 m            | Brazylia · Carlos Moraes · Sandro Viana · Nílson Andrè · Aldemir da Silva Junior | 38,95       | Wenezuela · Jermaine Chirinos · Arturo Ramírez · Diego Rivas · José Eduardo Acevedo | 39,01 NR   | Ekwador · Jhon Valencia · Franklin Nazareno · Jhon Tamayo · Alex Quiñónez    | 40,84         |
| Sztafeta 4 × 400 m            | Kuba · Noel Ruiz · Raidel Acea · Orestes Rodríguez · William Collazo             | 3:00,43     | Wenezuela · Arturo Ramírez · Albert Bravo · José Meléndez · Omar Longart            | 3:01,70    | Dominikana · Gustavo Cuesta · John Soriano · Winder Cuevas · Luguelín Santos | 3:03,02       |
| Skok wzwyż                    | Moreno Miller                                                                    | 2,28        | Guilherme Cobbo                                                                     | 2,25       | Diego Ferrín                                                                 | 2,25          |
| Skok o tyczce                 | Germán Chiaraviglio                                                              | 5,40        | Augusto Dutra de Oliveira                                                           | 5,30       | Yanquier Lara                                                                | 5,20          |
| Skok w dal                    | Georni Jaramillo                                                                 | 8,02 PB     | Jean Okutu                                                                          | 7,87 SB    | Rogério Bispo                                                                | 7,67          |
| Trójskok                      | Yoandri Betanzos                                                                 | 16,75       | Jefferson Sabino                                                                    | 16,70 SB   | Jonathan Henrique Silva                                                      | 16,38         |
| Pchnięcie kulą                | Germán Lauro                                                                     | 20,13       | Carlos Véliz                                                                        | 19,97      | Darlan Romani                                                                | 18,93         |
| Rzut dyskiem                  | Germán Lauro                                                                     | 63,55 PB    | Ronald Julião                                                                       | 61,67      | Pedro Cuesta                                                                 | 59,77         |
| Rzut młotem                   | Roberto Janet                                                                    | 72,74       | Wagner Domingos                                                                     | 71,91      | Juan Ignacio Cerra                                                           | 70,86         |
| Rzut oszczepem                | Juan José Méndez                                                                 | 77,33       | Felipe Ortiz                                                                        | 76,48 PB   | Víctor Fatecha                                                               | 76,48         |
| Dziesięciobój                 | Luiz Alberto de Araújo                                                           | 7772 pkt.   | Ânderson Venâncio                                                                   | 7482 pkt.  | Tiago Marto                                                                  | 7338 pkt. SB  |

### Kobiety
| Konkurencja:                  | Złoto                                                                               | Wynik              | Srebro                                                                           | Wynik           | Brąz                                                                              | Wynik        |
| Bieg na 100 m                 | Rosângela Santos                                                                    | 11,41              | Evelyn dos Santos                                                                | 11,44           | Maria Paz                                                                         | 11,53 SB     |
| Bieg na 200 m                 | Evelyn dos Santos                                                                   | 22,99 PB           | Alejandra Idrovo                                                                 | 23,20 PB        | Mariely Sánchez                                                                   | 23,26 SB     |
| Bieg na 400 m                 | Daysuram Bonnie                                                                     | 52,27 SB           | Geisa Coutinho                                                                   | 52,66           | Joelma Sousa                                                                      | 52,72        |
| Bieg na 800 m                 | Rosibel García                                                                      | 2:03,00            | Rose M. Almanza                                                                  | 2:03,29         | Adriana Muñoz                                                                     | 2:03,72      |
| Bieg na 1500 m                | Adriana Muñoz                                                                       | 4:20,35 SB         | Andrea Ferris                                                                    | 4:20,50 SB      | Sandra López                                                                      | 4:21,01      |
| Bieg na 3000 m                | Tatiele Roberta de Carvalho                                                         | 9:20,07 PB         | Nadia Rodriguez                                                                  | 9:23,17         | Catarina Ribeiro                                                                  | 9:26,98 PB   |
| Bieg na 5000 m                | Sandra López                                                                        | 16:10,77           | Fabiana Cristine da Silva                                                        | 16:12,20 SB     | Nadia Rodríguez                                                                   | 16:18,52     |
| Bieg na 100 m przez płotki    | Eliecet Palacios                                                                    | 13,15 PB           | Belkis Milanés                                                                   | 13,21 SB        | Lavonne Idlette                                                                   | 13,24        |
| Bieg na 400 m przez płotki    | Lucimar Teodoro                                                                     | 56,99 SB           | Sharolyns Scott                                                                  | 57,11           | Yolanda Valerio                                                                   | 57,15 SB     |
| Bieg na 3000 m z przeszkodami | Yoni Ninahuaman                                                                     | 10:24,95 SB        | Maria Mancebo                                                                    | 10:28,86        | Eliane Luanda Pereira                                                             | 10:44,36     |
| Sztafeta 4 × 100 m            | Brazylia · Geisa Coutinho · Lucimar de Moura · Evelyn dos Santos · Rosângela Santos | 43,90              | Dominikana · Mariely Sánchez · Fany Chalas · Marleny Mejías · Margarita Manzueta | 44,04 NR        | Kolumbia · Eliecit Palacios · Alejandra Idrobo · Nelcy Caicedo · Darlenys Obregón | 44,42        |
| Sztafeta 4 × 400 m            | Brazylia · Joelma das Neves · Jaílma de Lima · Geisa Coutinho · Lucimar Teodoro     | 3:28,56            | Kuba · Aimée Martínez · Daysurami Bonne · Rosemarie Almanza · Adriana Muñoz      | 3:29,13         | Dominikana · Santa Félix · Yolanda Valerio · Marleny Mejías · Raysa Sánchez       | 3:38,48      |
| Skok wzwyż                    | Maria Rifka                                                                         | 1,89 SB            | Aline Santos                                                                     | 1,84            | Monica Araújo de Freitas                                                          | 1,81         |
| Skok o tyczce                 | Dailis Caballero                                                                    | 4,50               | Karla da Silva                                                                   | 4,10            | Sara Pereira                                                                      | 4,10         |
| Skok w dal                    | Eliane Martins                                                                      | 6,55               | Macarena Reyes                                                                   | 6,14            | Giselle de Albuquerque                                                            | 6,14         |
| Trójskok                      | Susana Costa                                                                        | 13,78              | Gisele de Oliveira                                                               | 13,46           | Giselly Andrea Landazuri                                                          | 13,28 SB     |
| Pchnięcie kulą                | Geísa Arcanjo                                                                       | 18,84 PB           | Natalia Ducó                                                                     | 18,46 SB        | Misleydis González                                                                | 18,03        |
| Rzut dyskiem                  | Andressa de Morais                                                                  | 64,21 AR NR PB     | Fernanda Raquel Borges                                                           | 57,87           | Karen Gallardo                                                                    | 57,40        |
| Rzut młotem                   | Rosa Rodríguez                                                                      | 71,76 CR           | Jennifer Dahlgren                                                                | 71,23           | Eli Johanna Moreno                                                                | 68,58        |
| Rzut oszczepem                | Flor Ruiz                                                                           | 58,21              | Leryn Franco                                                                     | 57,77 NR PB     | Laila e Silva                                                                     | 57,14        |
| Siedmiobój                    | Lucimara Silva                                                                      | 6160 pkt. AR NR PB | Thaimara Rivas                                                                   | 5828 pkt. NR PB | Tamara de Souza                                                                   | 5548 pkt. PB |